# Mut zur Liebe (2000)
Mut zur Liebe ist ein US-amerikanisches Filmdrama von Brent Shields aus dem Jahr 2000. Mit dem Drama wird der Roman Cupid and Diana von Christina Bartolomeo verfilmt.

## Handlung
Cate DeAngelo ist verlobt. Ihre Schwester macht sie mit dem Anwalt Harry bekannt, der ihr zeigt, wie man sich entspannen und das Leben genießen kann.
Cate verliebt sich in Harry, den sie heiratet. Harry erkrankt jedoch an Krebs. Die Behandlungsversuche wirken nicht. Zeitweise verschlechtert sich Harrys Zustand so sehr, dass er ins Krankenhaus geht.
Cate und ihre drei Schwestern streiten mit ihrem Vater Dominic darum, ob er die verstorbene Mutter der Frauen liebte. Cate versöhnt sich später mit Dominic.

## Kritiken
„Überzeugend gespielte romantische Komödie, die innerhalb der vorgegebenen Grenzen des Genres sympathisch unterhält.“

## Auszeichnungen
Der Film wurde 2001 als Bester Film für den Young Artist Award nominiert.

## Sonstiges
Das Drama wurde in Washington, D.C. und in Virginia gedreht.